# Pseudohydromys eleanorae
Pseudohydromys eleanorae es una especie de ratón perteneciente a la familia Muridae que es endémica de Papúa Nueva Guinea. Fue descrito por primera vez en 2009.

## Descripción
Pseudohydromys eleanorae es un pequeño roedor con una longitud de cabeza y cuerpo de 94 to 103 mm y una longitud de cola de 89 a 92 mm. Su apariencia es similar a la de Pseudohydromys murinus pero hay una serie de características distintivas. El pelaje es corto y denso, las partes superior y ventral son grises, las partes dorsales de las patas están cubiertas de pequeños pelos plateados, tiene bigotes cortos y ojos pequeños, y la cola es marrón con la punta blanca.

## Distribución y hábitat
La especie se encuentra entre 2,740 y 3,050 m en las cordilleras Bismarck y Hagen de la provincia de Chimbu, Papua Nueva Guinea.